# Lijst van burgemeesters van Veldhuizen
Dit is een lijst van burgemeesters van de voormalige Nederlandse gemeente Veldhuizen. Deze gemeente ging op 1 januari 1954 op in de gemeente Vleuten-De Meern, die op zijn beurt weer opging in de gemeente Utrecht op 1 januari 2001 .
| Ambtsperiode | Naam burgemeester                                      | Partij of stroming | Bijzonderheden |
| ------------ | ------------------------------------------------------ | ------------------ | --- |
| 1818 - 1844  | Gerrit Nicolavas (G.N.) Buddingh                       |                    | in de periode 1818-1850 tevens burgemeester van Harmelen |
| 1844 - 1846  | N.W. Buddingh                                          |                    | |
| 1847 - 1849  | Hermanus Paulus Martinus van Bijlevelt                 |                    | |
| 1850 - 1866  | Jan Carel de Bruyn                                     |                    | tevens burgemeester van Kockengen, Harmelen, Laag-Nieuwkoop (alle drie 1850-1866), Gerverskop (1850-1857) en Teckop (1848-1857)                                       |
| 1866 - 1871  | Pieter Anthony Walland                                 |                    | tevens burgemeester van Kockengen, Harmelen en Laag-Nieuwkoop |
| 1872 - 1879  | Epke (E.) Adema                                        |                    | tevens burgemeester van Harmelen; eerder burgemeester van Rauwerderhem                                                                                                |
| 1879 - 1895  | Daniel Ocker (D.O.) Heldewier                          |                    | tevens burgemeester van Harmelen |
| 1895 - 1907  | Hendrik Philip Jacob (H.Ph.J.) baron van Heemstra      |                    | tevens burgemeester van Harmelen; aansluitend burgemeester van De Bilt                                                                                                |
| 1907 - 1919  | A. Blankestijn                                         |                    | tevens burgemeester van Harmelen |
| 1920 - 1927  | Theodoor Petrus Jan (Th.P.J.) Elsen                    |                    | tevens burgemeester van Harmelen; voorafgaand burgemeester van Willeskop en van Montfoort. Aansluitend burgemeester van Naaldwijk en daarna burgemeester van Rijswijk |
| 1927 - 1939  | J.W. Henderson                                         |                    | tevens burgemeester van Harmelen |
| 1939 - 1950  | Hendrik (H.A.J.M.) van Koningsbruggen                  | KVP                | tevens burgemeester van Harmelen, tot mei 1945 was J.P. Walrave enige tijd waarnemend burgemeester; Aansluitend burgemeester van Culemborg                            |
| 1950 - 1952  | Willem Hendrik baron Taets van Amerongen van Renswoude |                    | waarnemend, tevens waarnemend burgemeester van Harmelen |
| 1952 - 1953  | Charles François (C.F.) de Roo van Alderwerelt         |                    | tevens burgemeester van Harmelen; van 1956 tot 1959 burgemeester van Leusden                                                                                          |